# Serie C2 1995/1996
Soutěžní ročník Serie C2 1995/96 byl 18. ročník čtvrté nejvyšší italské fotbalové ligy. Soutěž začala 3. září 1995 a skončila 27. června 1996. Účastnilo se jí celkem 54 týmů rozdělené do tří skupin po 18 klubech. Z každé skupiny postoupil vítěz přímo do třetí ligy, druhý postupující se probojoval přes play off.
Klub který měl sestoupit níž (AC Pavia) byli nakonec ponechán i pro příští sezonu.